# Lista gatunków z rodzaju berberys
Lista gatunków z rodzaju berberys (Berberis L.) – lista gatunków rodzaju roślin należącego do rodziny berberysowatych (Berberidaceae Juss.). Według The Plant List w obrębie tego rodzaju znajduje się 580 gatunków o nazwach zweryfikowanych i zaakceptowanych, podczas gdy kolejnych 214 taksonów ma status gatunków niepewnych (niezweryfikowanych).
Lista gatunków

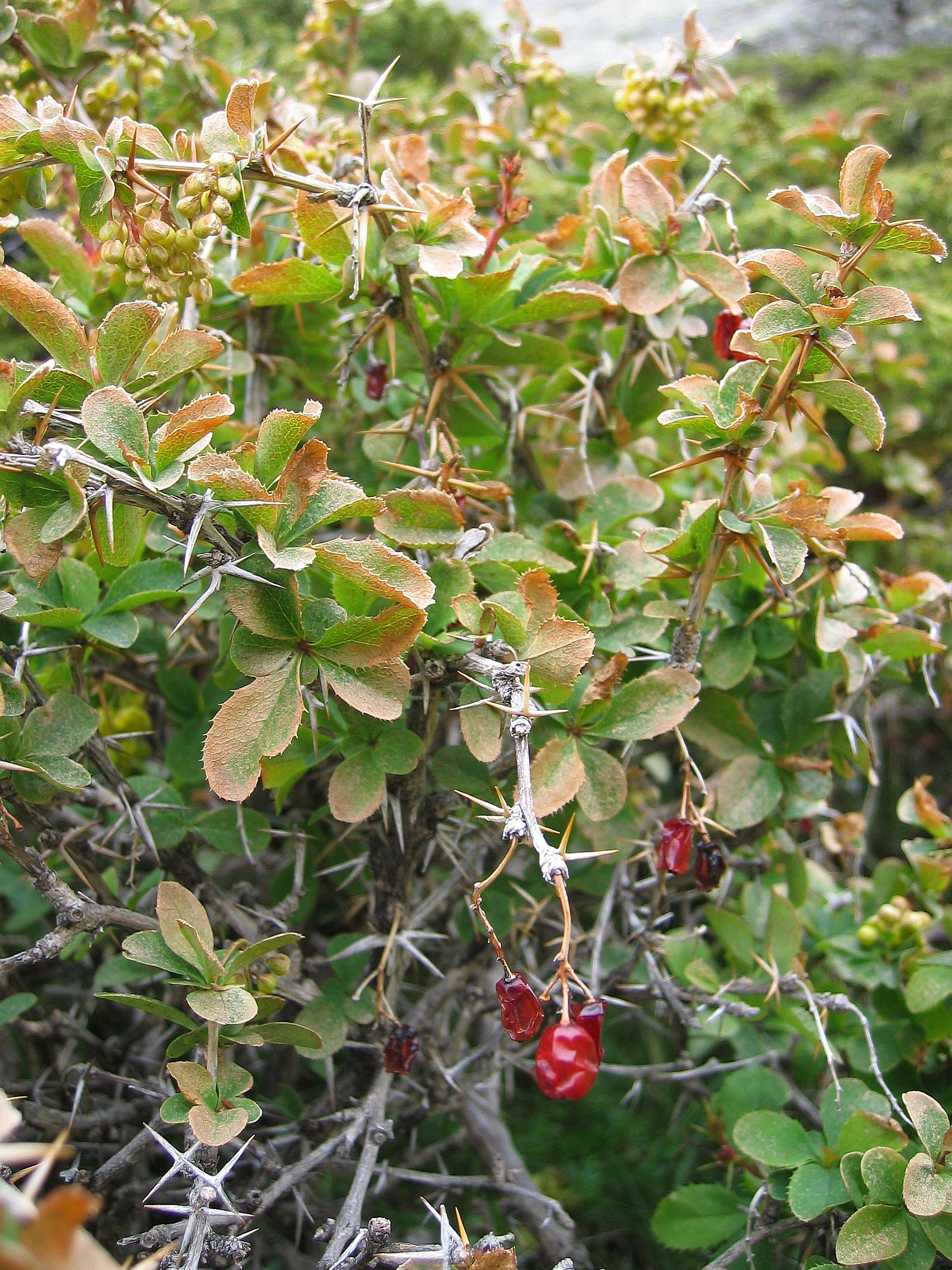
Berberis aetnensis

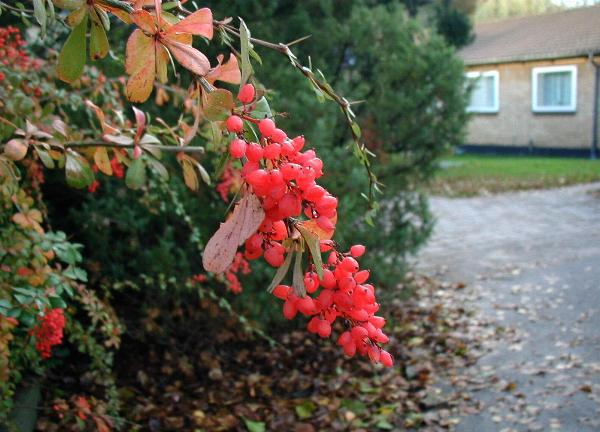
Berberys wiązkowy (Berberis aggregata)

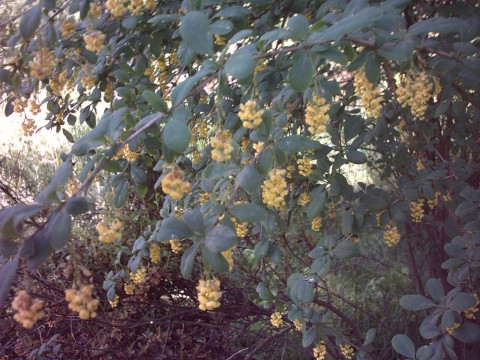
Berberys kanadyjski (Berberis canadensis)

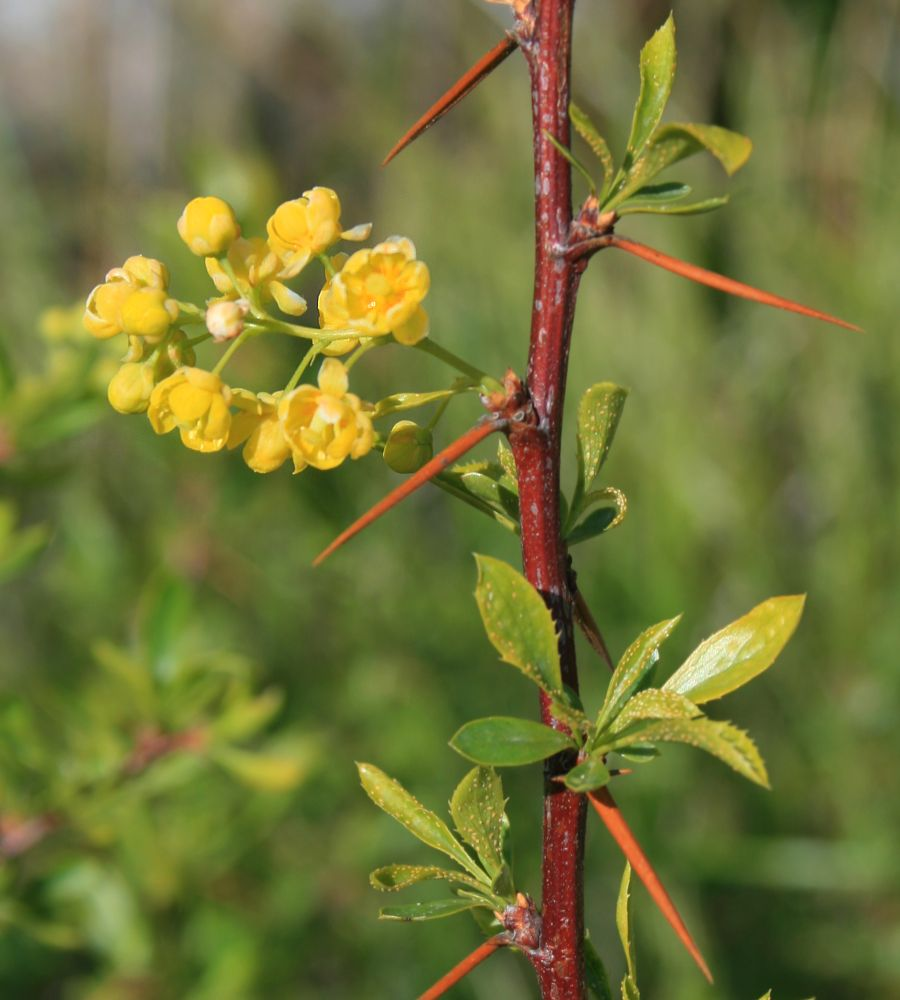
Berberis crataegina

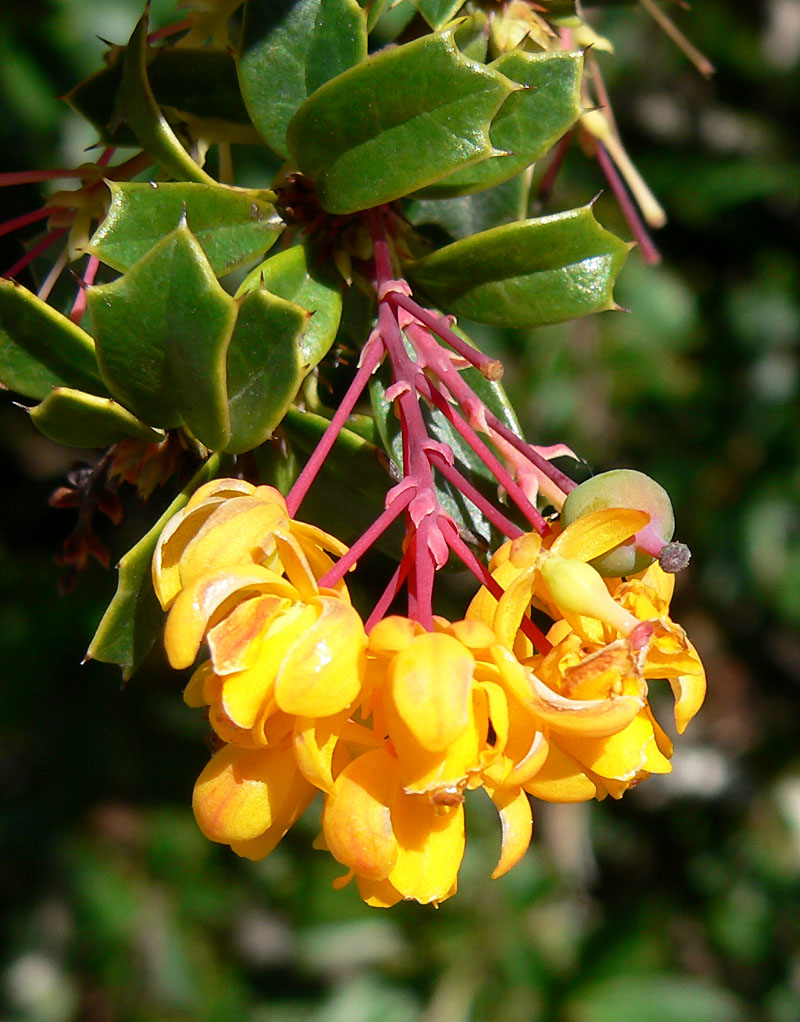
Berberys Darwina (Berberis darwinii)

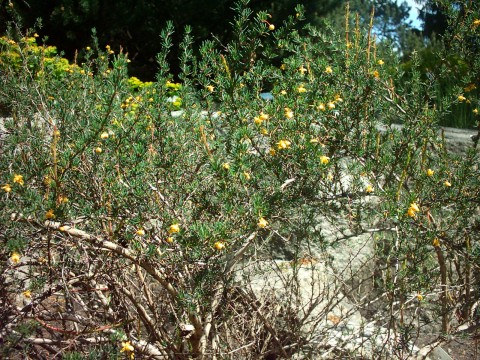
Berberys bażynolistny (Berberis empetrifolia)

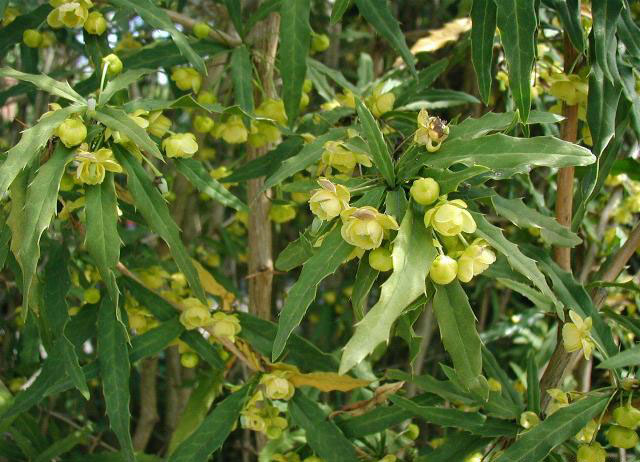
Berberys Gagnepaina (Berberis gagnepainii)

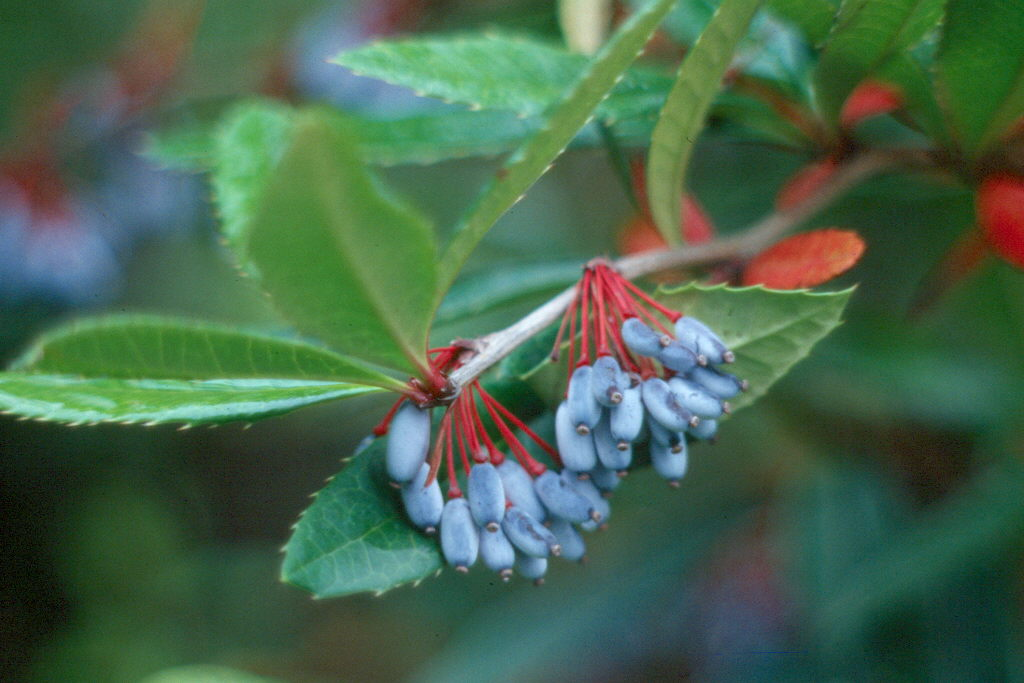
Berberys Julianny (Berberis julianae)

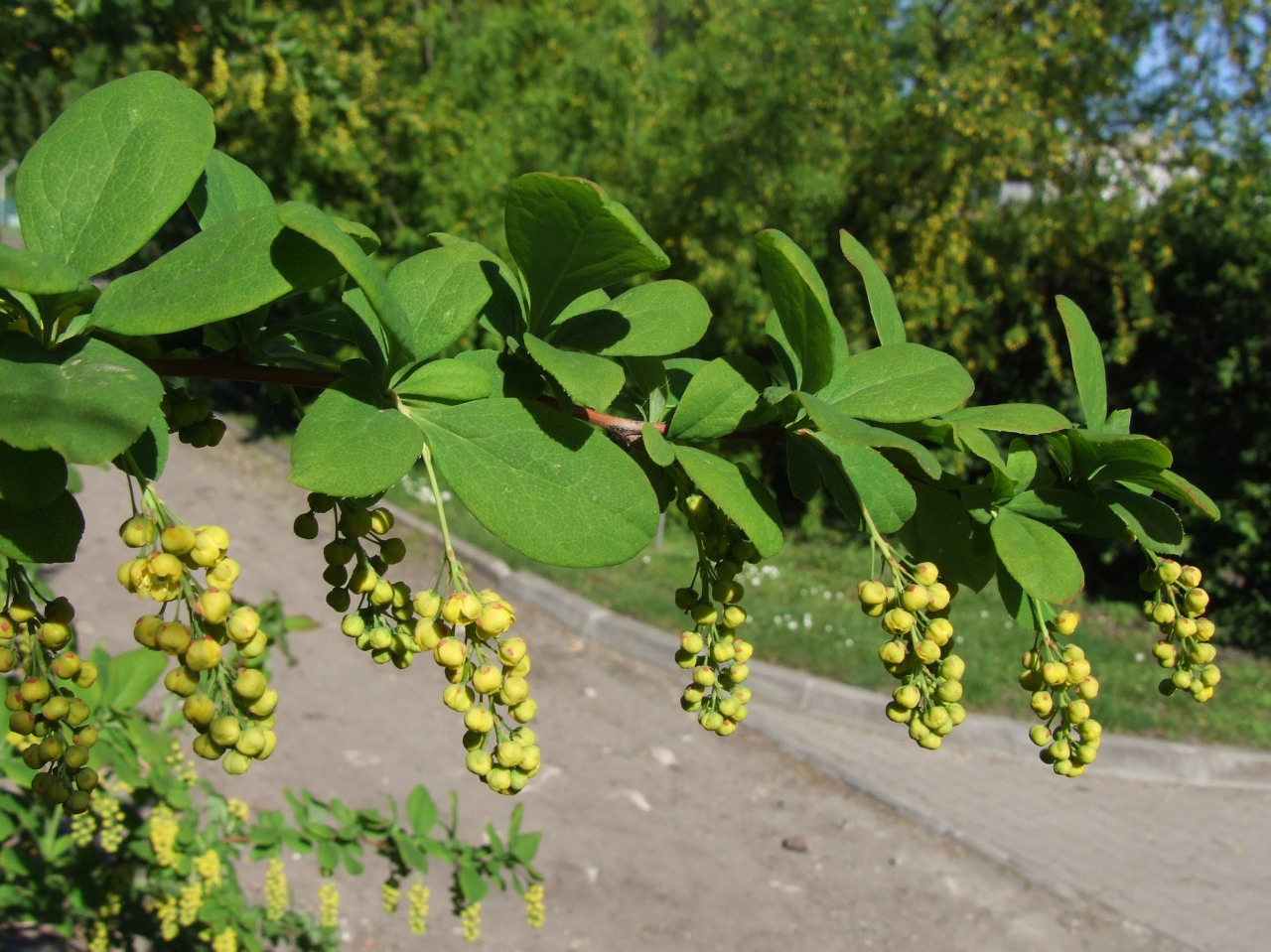
Berberys koreański (Berberis koreana)

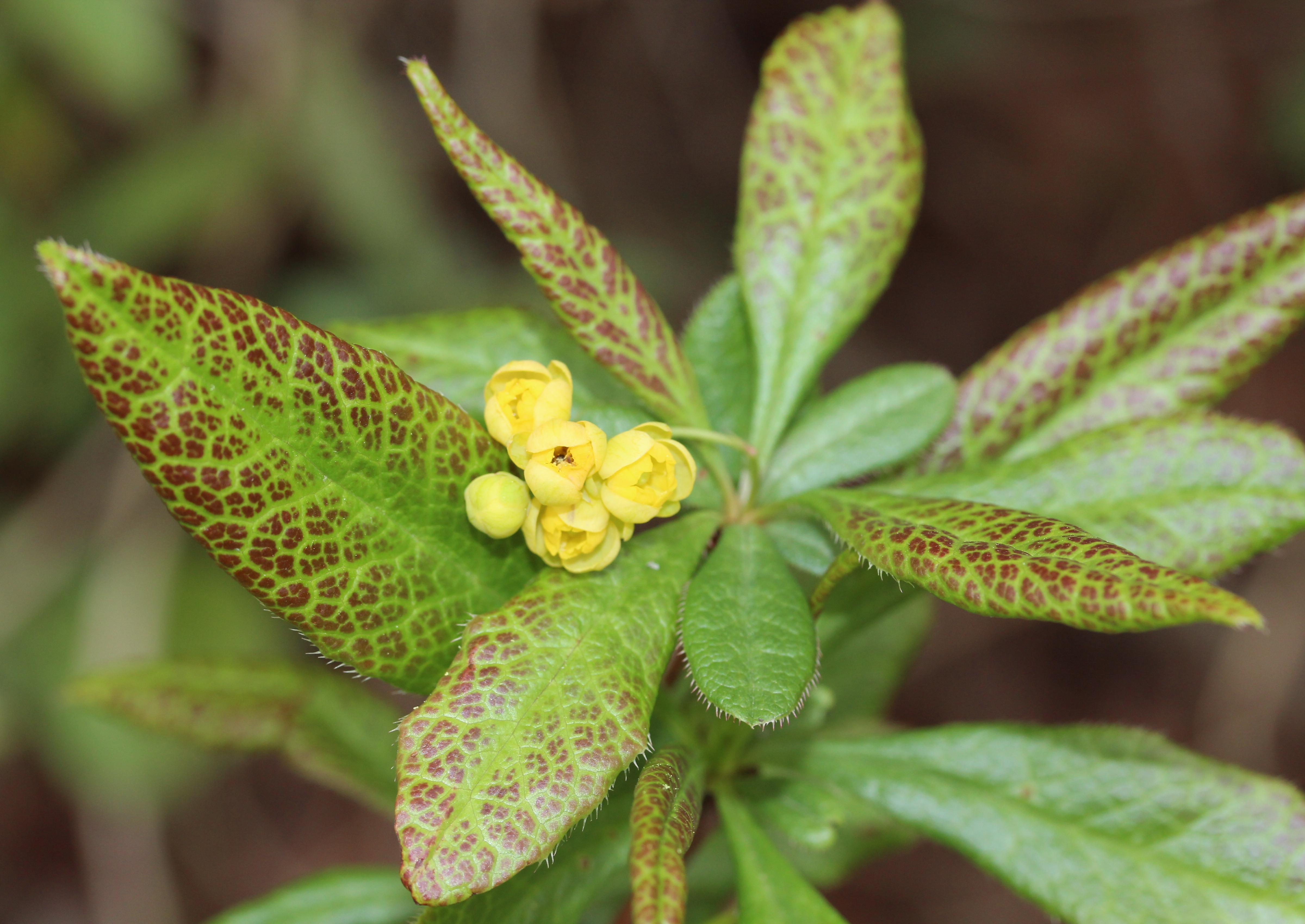
Berberis sieboldii

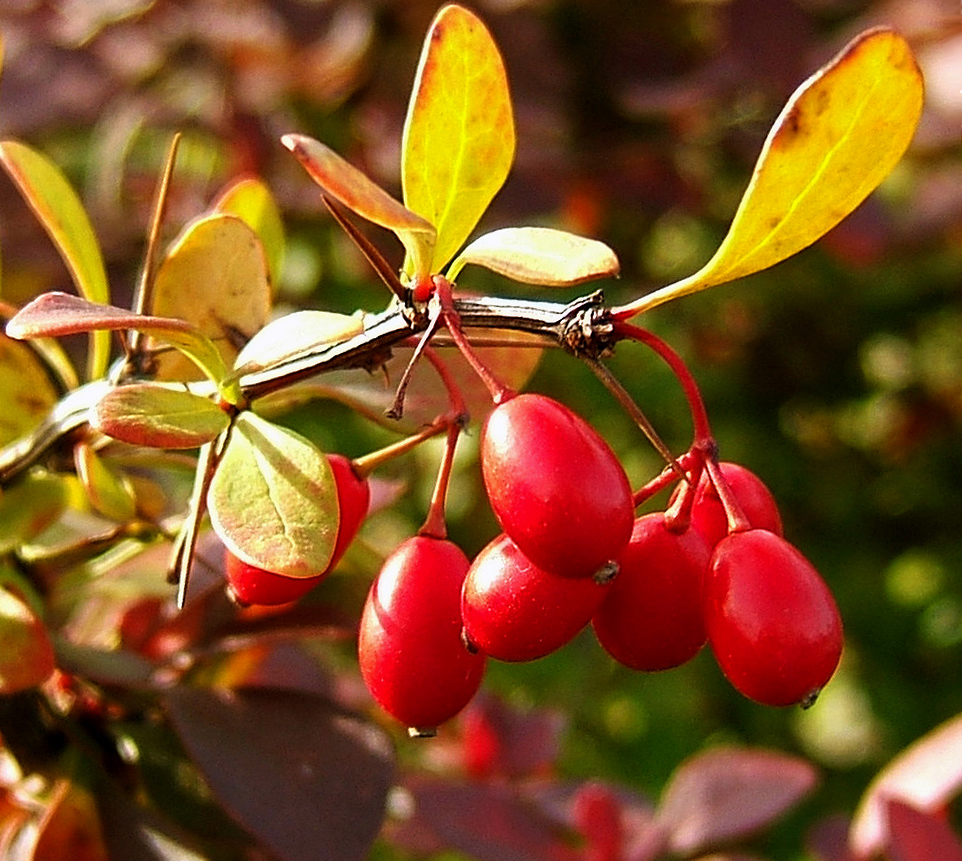
Berberys Thunberga (Berberis thunbergii)

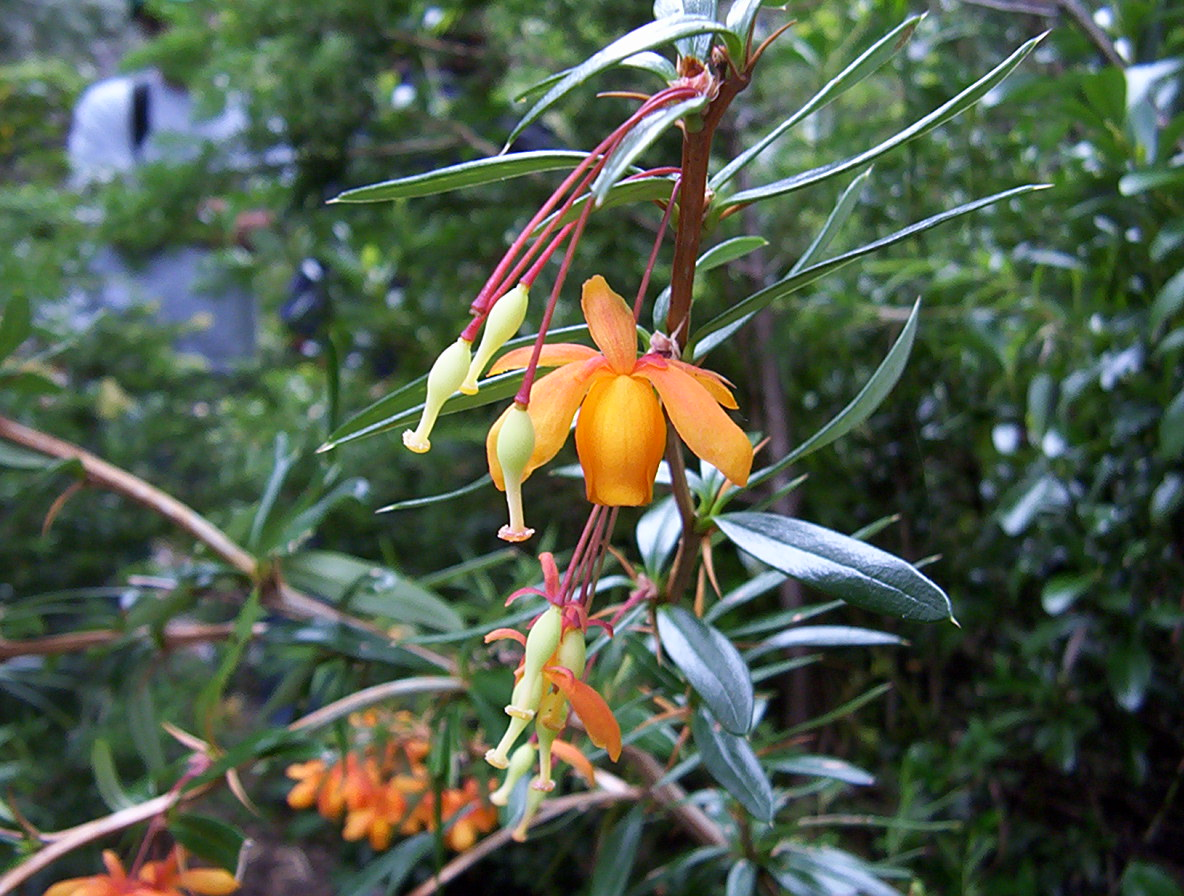
Berberis trigona

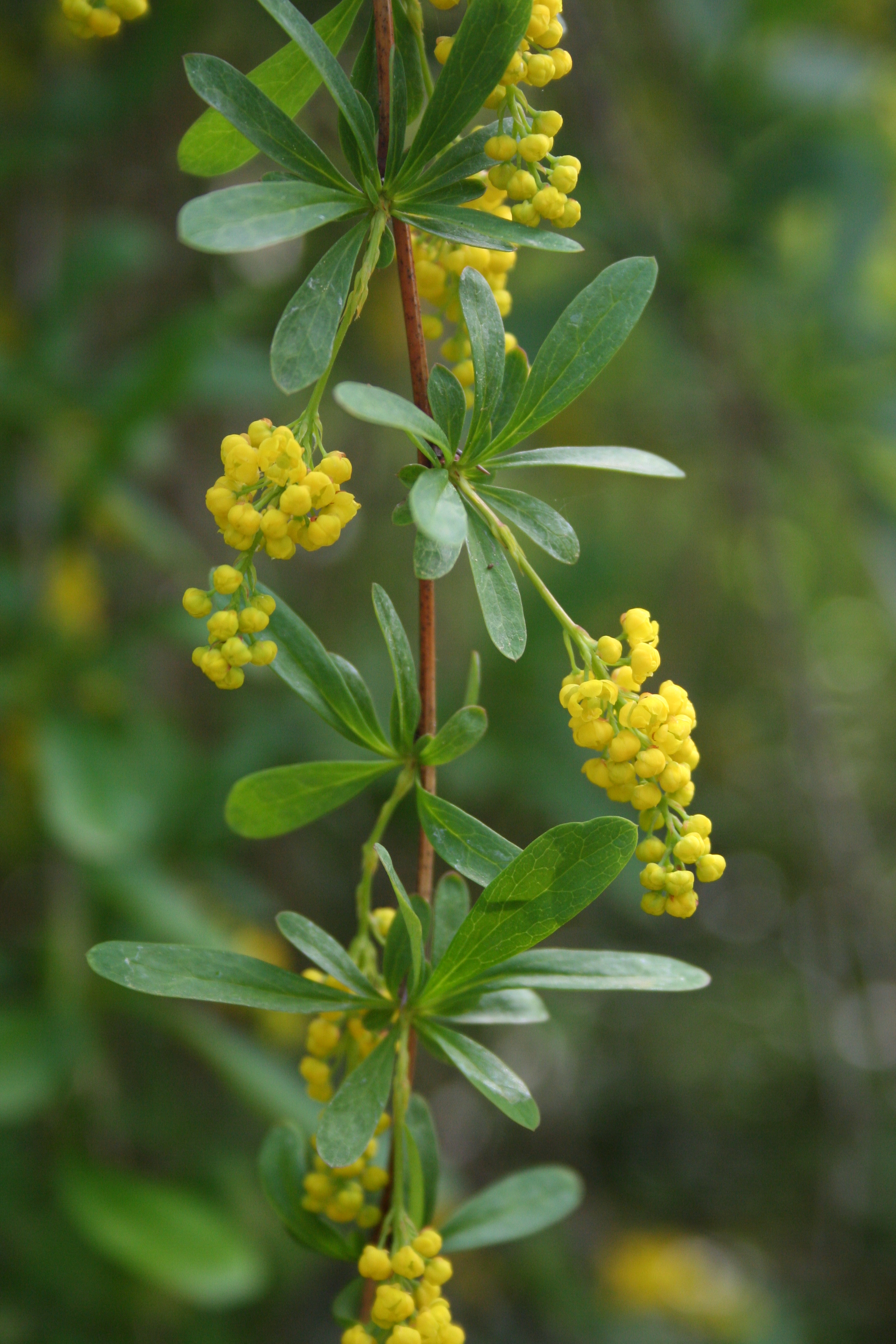
Berberis vernae

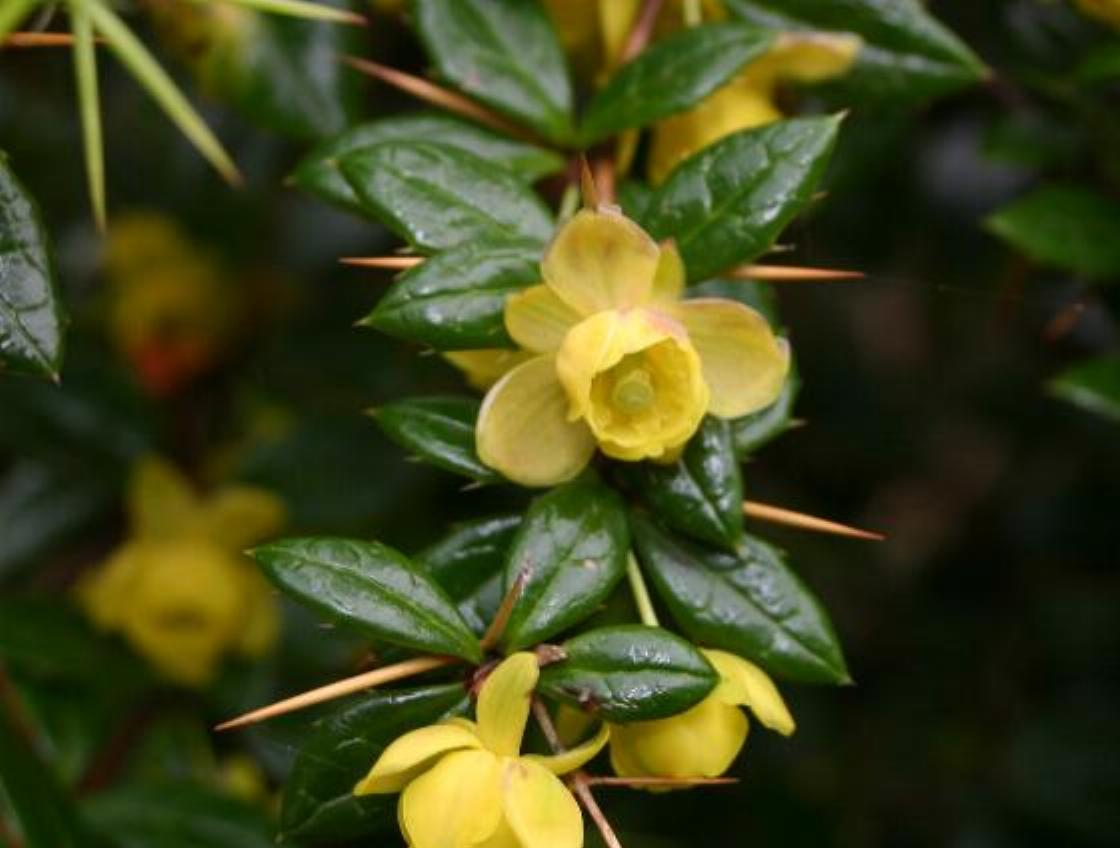
Berberys gruczołkowaty (Berberis verruculosa)

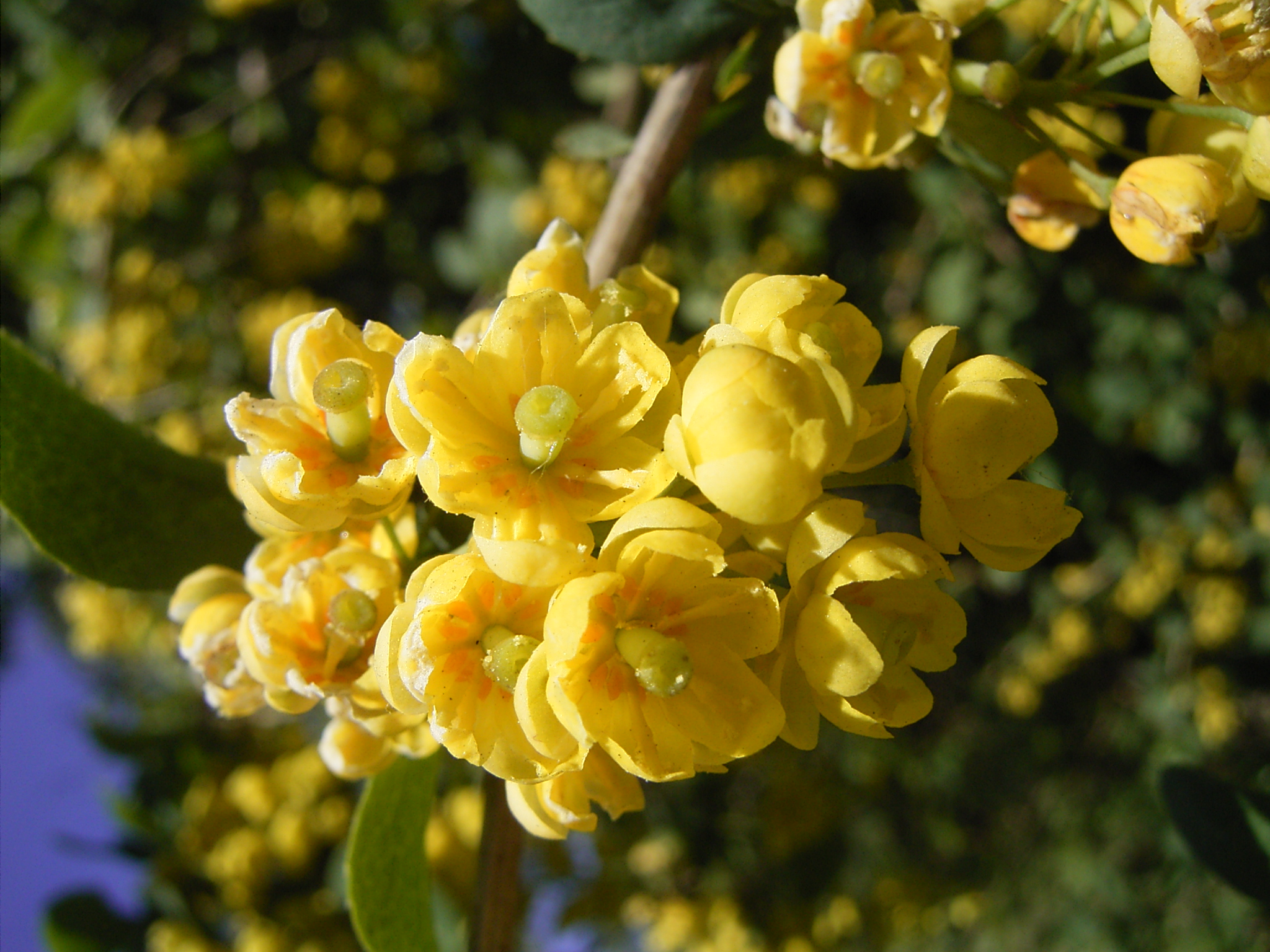
Berberys pospolity (Berberis vulgaris)

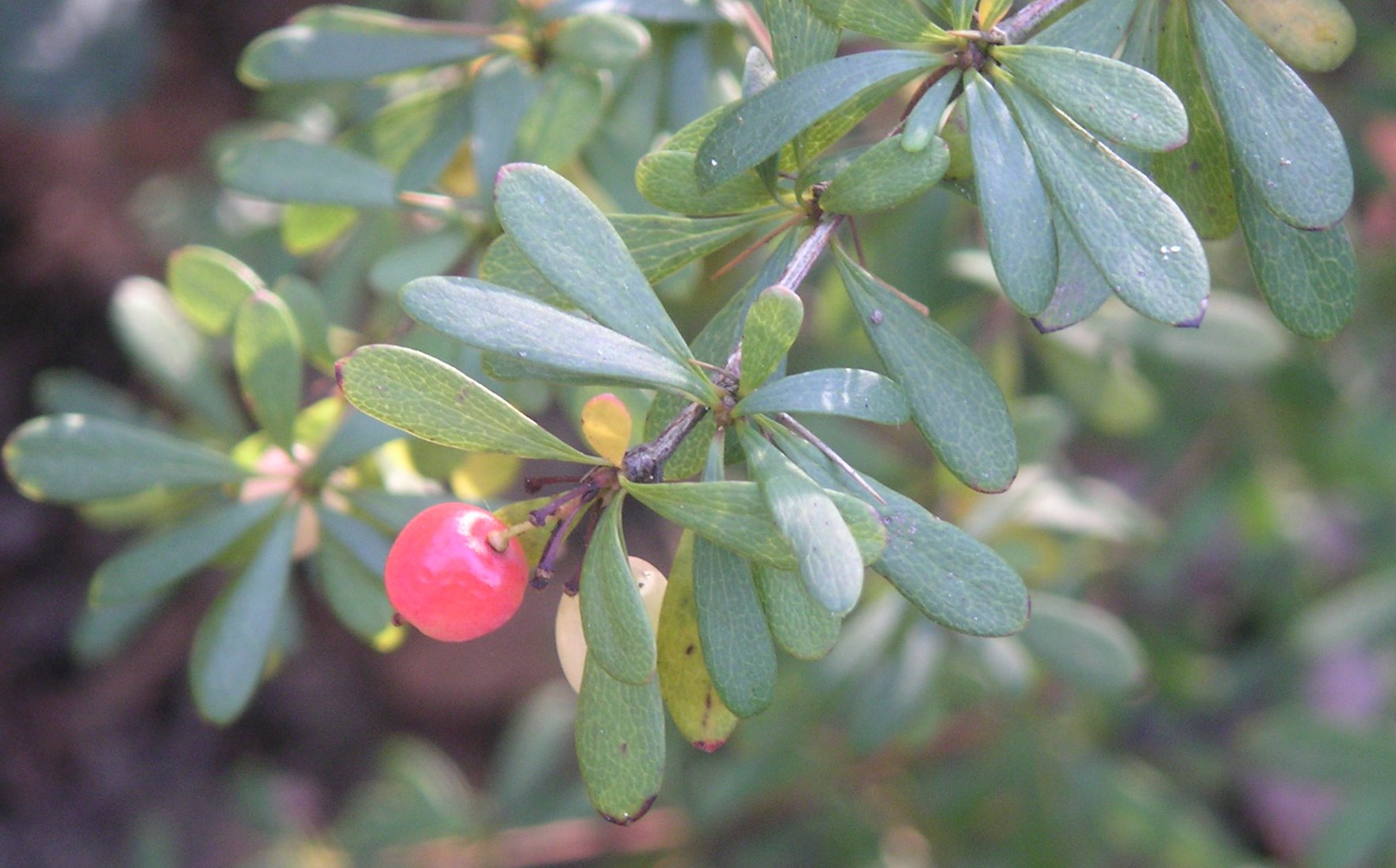
Berberys Wilsonowej (Berberis wilsoniae)

- Berberis actinacantha Mart. ex Schult. & Schult.f.
- Berberis acuminata Franch.
- Berberis acutinervia L.A.Camargo
- Berberis aemulans C.K.Schneid.
- Berberis aetnensis C.Presl
- Berberis affinis G.Don
- Berberis afghanica C.K.Schneid.
- Berberis agapatensis Lechl.
- Berberis aggregata C.K.Schneid. – berberys wiązkowy
- Berberis agricola Ahrendt
- Berberis ahrendtii R.R.Rao & Uniyal
- Berberis aitchisonii Ahrendt
- Berberis albicans Zamudio & Marroq.
- Berberis aldenhamensis Ahrendt
- Berberis alpicola C.K.Schneid.
- Berberis alpina Zamudio
- Berberis amabilis C.K.Schneid.
- Berberis ambigua Ahrendt
- Berberis ambrozyana C.K.Schneid.
- Berberis amoena Dunn
- Berberis amurensis Rupr. – berberys amurski
- Berberis andeana Job
- Berberis andreana Naudin
- Berberis angulosa Wall. ex Hook.f. & Thomson
- Berberis anhweiensis Ahrendt
- Berberis annaemariae L.A.Camargo
- Berberis approximata Sprague
- Berberis aquifolium Pursh
- Berberis argentinensis Hosseus
- Berberis arguta (Franch.) C.K.Schneid.
- Berberis aridocalida Ahrendt
- Berberis aristata DC.
- Berberis aristatoserrulata Hayata
- Berberis aristeguietae L.A.Camargo
- Berberis aristoserrulata Hayata
- Berberis armata Citerne
- Berberis asiatica Roxb. ex DC.
- Berberis asmyana C.K.Schneid.
- Berberis atrocarpa C.K.Schneid.
- Berberis atroprasina Ahrendt
- Berberis atroviridiana T.S.Ying
- Berberis aurahuacensis Lem.
- Berberis baltistanica Qureshi & Chaudhri
- Berberis baluchistanica Ahrendt
- Berberis barandana S.Vidal
- Berberis barbeyana C.K.Schneid.
- Berberis batangensis T.S.Ying
- Berberis beaniana C.K.Schneid.
- Berberis beauverdiana C.K.Schneid.
- Berberis beesiana Ahrendt
- Berberis beijingensis T.S.Ying
- Berberis benoistiana J.F.Macbr.
- Berberis bergeriana C.K.Schneid.
- Berberis bergmanniae C.K.Schneid.
- Berberis bicolor H.Lév.
- Berberis bodinieri H.Lév.
- Berberis boliviana Lechl.
- Berberis borealisinensis Nakai
- Berberis boschanii C.K.Schneid.
- Berberis brachybotria Gay
- Berberis brachypoda Maxim.
- Berberis brachystachys T.S.Ying
- Berberis bracteata (Ahrendt) Ahrendt
- Berberis brandisiana Ahrendt
- Berberis brevipaniculata C.K.Schneid.
- Berberis brevissima Jafri
- Berberis brumalis J.F.Macbr.
- Berberis buceronis J.F.Macbr.
- Berberis buchananii C.K.Schneid.
- Berberis bullata Ahrendt
- Berberis bumeliifolia C.K.Schneid.
- Berberis burmanica Ahrendt
- Berberis bykoviana Pavlov
- Berberis cabrerae Job
- Berberis calcipratorum Ahrendt
- Berberis calliantha Mulligan
- Berberis calliobotrys Bien. ex Koehne
- Berberis campos-portoi Brade
- Berberis campylotropa T.S.Ying
- Berberis canadensis Mill. – berberys kanadyjski
- Berberis candidula (C.K.Schneid.) C.K.Schneid. – berberys sinawy
- Berberis carinata Lechl.
- Berberis carolii C.K.Schneid.
- Berberis carrikeri L.A.Camargo
- Berberis carupensis L.A.Camargo
- Berberis caudatifolia S.Y.Bao
- Berberis cavaleriei H.Lév.
- Berberis centiflora Diels
- Berberis centifolia Forrest
- Berberis ceratophylla G.Don
- Berberis ceylanica C.K.Schneid.
- Berberis chaquirensis L.A.Camargo
- Berberis chekiangensis Ahrendt
- Berberis chilensis Gillet
- Berberis chillacochensis L.A.Camargo
- Berberis chimboensis C.K.Schneid.
- Berberis chinensis Poir. – berberys chiński
- Berberis chingii C.Y.Cheng
- Berberis chingshuiensis Shimizu
- Berberis chirisigui Azara
- Berberis chitria Buch.-Ham. ex Lindl. – berberys chitria
- Berberis chochoco Schltdl.
- Berberis chocontana L.A.Camargo
- Berberis chrysacantha C.K.Schneid.
- Berberis chrysosphaera Mulligan
- Berberis chunanensis T.S.Ying
- Berberis ciliaris Lindl.
- Berberis circumserrata (C.K.Schneid.) C.K.Schneid.
- Berberis citernei Ahrendt
- Berberis claussenii Citerne
- Berberis cliffortioides Diels
- Berberis collettii C.K.Schneid.
- Berberis colombiana Ahrendt
- Berberis comberi Sprague & Sandwith
- Berberis commutata Eichler
- Berberis concinna Hook.f.
- Berberis concolor W.W.Sm.
- Berberis conferta Kunth
- Berberis congestiflora Gay
- Berberis consanguinea Fortune
- Berberis consimilis C.K.Schneid.
- Berberis contracta T.S.Ying
- Berberis cooperi Ahrendt
- Berberis copahuensis Job
- Berberis coriacea A.St.-Hil.
- Berberis coriaria Royle ex Lindl.
- Berberis coryi H.J.Veitch
- Berberis corymbosa Hook. & Arn.
- Berberis coxii C.K.Schneid.
- Berberis crassilimba C.Y.Wu ex S.Y.Bao
- Berberis crataegina DC.
- Berberis cretata L.A.Camargo
- Berberis cretica L.
- Berberis cuatrecasasii L.A.Camargo
- Berberis daiana T.S.Ying
- Berberis daochengensis T.S.Ying
- Berberis darwinii Hook. – berberys Darwina
- Berberis dasyclada Ahrendt
- Berberis dasystachya Maxim.
- Berberis davidii Ahrendt
- Berberis dawoensis K.Mey.
- Berberis dealbata Lindl.
- Berberis deinacantha C.K.Schneid.
- Berberis delavayi C.K.Schneid.
- Berberis densa Planch. & Linden ex Triana & Planch.
- Berberis densifolia Rusby
- Berberis derongensis T.S.Ying
- Berberis diaphana Maxim.
- Berberis diazii L.A.Camargo
- Berberis dictyoneura C.K.Schneid.
- Berberis dictyophylla Franch.
- Berberis dielsiana Fedde
- Berberis discolor Turcz.
- Berberis dolichobotrys Fedde
- Berberis dongchuanensis T.S.Ying
- Berberis dryandriphylla Diels
- Berberis dubia C.K.Schneid.
- Berberis dumaniana L.A.Camargo
- Berberis dumicola C.K.Schneid.
- Berberis duthieana C.K.Schneid.
- Berberis edentata Rusby
- Berberis edgeworthiana C.K.Schneid.
- Berberis elliotii Ahrendt
- Berberis empetrifolia Lam. – berberys bażynolistny
- Berberis engleriana C.K.Schneid.
- Berberis erythroclada Ahrendt
- Berberis everestiana Ahrendt
- Berberis faberi C.K.Schneid.
- Berberis fallaciosa C.K.Schneid.
- Berberis fallax C.K.Schneid.
- Berberis farinosa Benoist
- Berberis farreri Ahrendt
- Berberis faxoniana C.K.Schneid.
- Berberis feddeana C.K.Schneid.
- Berberis fendleri A.Gray
- Berberis fengii S.Y.Bao
- Berberis ferdinandi-coburgii C.K.Schneid.
- Berberis ferruginea Lechl.
- Berberis fiebrigii C.K.Schneid.
- Berberis flexuosa Ruiz & Pav.
- Berberis floribunda Wall. ex G.Don
- Berberis forrestii Ahrendt
- Berberis forsskaliana C.K.Schneid.
- Berberis franchetiana C.K.Schneid.
- Berberis francisci-ferdinandi C.K.Schneid.
- Berberis fujianensis C.M.Hu
- Berberis gagnepainii C.K.Schneid. – berberys Gagnepaina
- Berberis gambleana Ahrendt
- Berberis ganpinensis H.Lév.
- Berberis garhwalensis C.K.Schneid.
- Berberis gilgiana Fedde
- Berberis gilungensis T.S.Ying
- Berberis giraldii Hesse
- Berberis glauca Kunth
- Berberis glaucescens A.St.-Hil.
- Berberis glaucocarpa Stapf
- Berberis glazioviana Brade
- Berberis globosa Benth.
- Berberis glomerata Hook. & Arn.
- Berberis goudotii Triana & Planch.
- Berberis graminea Ahrendt
- Berberis grandibracteata Ahrendt
- Berberis grandiflora Turcz.
- Berberis grantii Ahrendt
- Berberis grevilleana Gillet
- Berberis griffithiana C.K.Schneid.
- Berberis grodtmanniana C.K.Schneid.
- Berberis guilache Triana & Planch.
- Berberis guizhouensis T.S.Ying
- Berberis gyalaica Ahrendt ex F.Br.
- Berberis haenkeana C.Presl ex Schult.f.
- Berberis hainesii Ahrendt
- Berberis hajirensis Qureshi & Chaudhri
- Berberis hallii Hieron.
- Berberis hamiltoniana Ahrendt
- Berberis haoi T.S.Ying
- Berberis hartwegii Benth.
- Berberis hayatana Mizush.
- Berberis hazarica Qureshi & Chaudhri
- Berberis hemsleyana Ahrendt
- Berberis henryana C.K.Schneid.
- Berberis hersii Ahrendt
- Berberis heteracantha Ahrendt
- Berberis heteropoda Schrenk
- Berberis hieronymi C.K.Schneid.
- Berberis hilliana Ahrendt
- Berberis himalaica Ahrendt
- Berberis hirtellipes Ahrendt
- Berberis hobsonii Ahrendt
- Berberis hochreutineriana J.F.Macbr.
- Berberis holocraspedon Ahrendt
- Berberis holstii Engl.
- Berberis honanensis Ahrendt
- Berberis hookeri Lem.
- Berberis horrida Gay
- Berberis hsuyunensis P.K.Hsiao & W.C.Sung
- Berberis huanucensis (C.K.Schneid.) J.F.Macbr.
- Berberis huegeliana C.K.Schneid.
- Berberis huertasii L.A.Camargo
- Berberis humbertiana J.F.Macbr.
- Berberis humidoumbrosa Ahrendt
- Berberis hypericifolia T.S.Ying
- Berberis hyperythra Diels
- Berberis hypokerina Airy Shaw
- Berberis hypoxantha C.Y.Wu ex S.Y.Bao
- Berberis iberica Stev. & Fisch. ex DC.
- Berberis ignorata C.K.Schneid.
- Berberis ilicifolia L.f.
- Berberis iliensis Popov
- Berberis impedita C.K.Schneid.
- Berberis insignis Hook.f. & Thomson
- Berberis insolita C.K.Schneid.
- Berberis integerrima Bunge
- Berberis integripetala T.S.Ying
- Berberis iteophylla C.Y.Wu ex S.Y.Bao
- Berberis jaeschkeana C.K.Schneid.
- Berberis jamesiana Forrest & W.W.Sm.
- Berberis jamesonii Lindl.
- Berberis jelskiana C.K.Schneid.
- Berberis jiangxiensis C.M.Hu
- Berberis jinfoshanensis T.S.Ying
- Berberis jingguensis G.S.Fan & X.W.Li
- Berberis jinshajiangensis X.H.Li
- Berberis jiulongensis T.S.Ying
- Berberis jobii Orsi
- Berberis johannis Ahrendt
- Berberis johnstonii Standl. & Steyerm.
- Berberis jujuyensis Job
- Berberis julianae C.K.Schneid. – berberys Julianny
- Berberis kangdingensis T.S.Ying
- Berberis kansuensis C.K.Schneid.
- Berberis karkaralensis Kornil. & Potopov
- Berberis kartanica Ahrendt
- Berberis kaschgarica Rupr.
- Berberis kasgarica Rupr.
- Berberis kashmirana Ahrendt
- Berberis kawakamii Hayata
- Berberis keissleriana C.K.Schneid.
- Berberis kerriana Ahrendt
- Berberis khasiana Ahrendt
- Berberis khorasanica Browicz & Ziel.
- Berberis kleinii Mattos
- Berberis koehneana C.K.Schneid.
- Berberis kohistanensis Qureshi & Chaudhri
- Berberis kongboensis Ahrendt
- Berberis koreana Palib. – berberys koreański
- Berberis kumaonensis C.K.Schneid.
- Berberis kunawurensis Royle
- Berberis kunmingensis C.Y.Wu ex S.Y.Bao
- Berberis laidivo L.A.Camargo
- Berberis lambertii R.Parker
- Berberis laojunshanensis T.S.Ying
- Berberis lasioclema Ahrendt
- Berberis latifolia Ruiz & Pav.
- Berberis laurina Thunb.
- Berberis leboensis T.S.Ying
- Berberis lechleriana C.K.Schneid.
- Berberis lecomtei C.K.Schneid.
- Berberis lehmannii Hieron.
- Berberis leichtensteinii C.K.Schneid.
- Berberis lempergiana Ahrendt
- Berberis lepidifolia Ahrendt
- Berberis leucocarpa W.W.Sm.
- Berberis levis Franch.
- Berberis libanotica Ehrenb. ex C.K.Schneid.
- Berberis libertatis L.A.Camargo
- Berberis lijiangensis C.Y.Wu ex S.Y.Bao
- Berberis lilloana Job
- Berberis lindleyana Ahrendt
- Berberis liophylla C.K.Schneid.
- Berberis littoralis Phil.
- Berberis lobbiana (C.K.Schneid.) C.K.Schneid.
- Berberis longispina T.S.Ying
- Berberis loudonii Ahrendt
- Berberis loxensis Benth.
- Berberis lubrica C.K.Schneid.
- Berberis ludlowii Ahrendt
- Berberis luhuoensis T.S.Ying
- Berberis lutea Ruiz & Pav.
- Berberis lycium Royle – berberys kaszmirski
- Berberis macrosepala Hook.f. & Thomson
- Berberis maderensis Lowe
- Berberis magnifolia Ahrendt
- Berberis malipoensis C.Y.Wu & S.Y.Bao
- Berberis manipurana Ahrendt
- Berberis masafuerana Skottsb.
- Berberis medellinensis L.A.Camargo
- Berberis medogensis T.S.Ying
- Berberis mekongensis W.W.Sm.
- Berberis meollacensis L.A.Camargo
- Berberis metapolyantha Ahrendt
- Berberis mianningensis T.S.Ying
- Berberis michay Job
- Berberis micrantha (Hook.f. & Thomson) Ahrendt
- Berberis microcarpa Warsz.
- Berberis micropetala C.K.Schneid.
- Berberis microphylla G.Forst. – berberys bukszpanolistny
- Berberis microtricha C.K.Schneid.
- Berberis mikuna Job
- Berberis minutiflora C.K.Schneid.
- Berberis minzaensis L.A.Camargo
- Berberis miqueliana Ahrendt
- Berberis mitifolia Stapf
- Berberis monguiensis L.A.Camargo
- Berberis monosperma Ruiz & Pav.
- Berberis montana Gay
- Berberis montevidensis C.K.Schneid.
- Berberis morana L.A.Camargo
- Berberis moritzii Hieron.
- Berberis morrisonensis Hayata
- Berberis mouillacana C.K.Schneid.
- Berberis mucrifolia Ahrendt
- Berberis mucuchiensis L.A. Camargo
- Berberis mucuchiesensis L.A.Camargo
- Berberis muiscarum L.A.Camargo
- Berberis muliensis Ahrendt
- Berberis multicaulis T.S.Ying
- Berberis multiflora Benth.
- Berberis multiovula T.S.Ying
- Berberis multiserrata T.S.Ying
- Berberis negeriana Tischler
- Berberis nemorosa C.K.Schneid.
- Berberis nepalensis Spreng.
- Berberis nevadensis L.A.Camargo
- Berberis nigricans Kuntze
- Berberis nilghiriensis Ahrendt
- Berberis nullinervis T.S.Ying
- Berberis nummularia Bunge
- Berberis nutanticarpa C.Y.Wu ex S.Y.Bao
- Berberis oblanceifolia C.M.Hu
- Berberis oblanceolata (C.K.Schneid.) Ahrendt
- Berberis oblonga (Regel) C.K.Schneid.
- Berberis obovatifolia T.S.Ying
- Berberis oritrepha C.K.Schneid.
- Berberis orthobotrys Bien. ex Aitch.
- Berberis osmastonii Dunn
- Berberis ovalifolia Rusby
- Berberis pachyacantha Bien. ex Koehne
- Berberis pakistanica Qureshi & Chaudhri
- Berberis pallens Franch.
- Berberis pallida Hartw. ex Benth.
- Berberis paniculata Juss. ex DC.
- Berberis papillifera (Franch.) Koehne
- Berberis papillosa Benoist
- Berberis parapruinosa T.S.Ying
- Berberis paraspecta Ahrendt
- Berberis paravirescens Ahrendt
- Berberis parisepala Ahrendt
- Berberis parkeriana C.K.Schneid.
- Berberis parviflora Lindl.
- Berberis paucidentata Rusby
- Berberis pavoniana Ahrendt
- Berberis pectinata Hieron.
- Berberis pectinocraspedon C.Y.Wu ex S.Y.Bao
- Berberis peruviana Schellenb.
- Berberis petiolaris Wall. ex G.Don
- Berberis petiolata Graham
- Berberis petriruizii L.A.Camargo
- Berberis petrogena C.K.Schneid.
- Berberis phanera C.K.Schneid.
- Berberis photiniifolia C.M.Hu
- Berberis phyllacantha Rusby
- Berberis pichinchensis Turcz.
- Berberis pindilicensis Hieron.
- Berberis pingbaensis M.T.An
- Berberis pingbienensis S.Y.Bao
- Berberis pingjiangensis Q.L.Chen & B.M.Yang
- Berberis pingwuensis T.S.Ying
- Berberis pinifolia (Lundell) Lundell
- Berberis pinshanensis W.C. Sung & P.G. Xiao
- Berberis platyphylla (Ahrendt) Ahrendt
- Berberis podophylla C.K.Schneid.
- Berberis poiretii C.K.Schneid.
- Berberis polyantha Hemsl.
- Berberis potaninii Maxim.
- Berberis praecipua C.K.Schneid.
- Berberis prattii C.K.Schneid.
- Berberis prolifica Pittier
- Berberis pruinocarpa C.Y.Wu ex S.Y.Bao
- Berberis pruinosa Franch. – berberys oszroniony
- Berberis pseudoamoena T.S.Ying
- Berberis pseudothunbergii P.Y.Li
- Berberis pseudotibetica C.Y.Wu ex S.Y.Bao
- Berberis pseudumbellata R.Parker
- Berberis psiloclada (C.K.Schneid.) Ahrendt
- Berberis psilopoda Turcz.
- Berberis pubescens Pamp.
- Berberis pulangensis T.S.Ying
- Berberis purangensis T.S.Ying
- Berberis purdomii C.K.Schneid.
- Berberis qiaojiaensis S.Y.Bao
- Berberis quelpaertensis Nakai
- Berberis quinduensis Kunth
- Berberis racemulosa T.S.Ying
- Berberis rariflora Lechl.
- Berberis rechingeri C.K.Schneid.
- Berberis rectinervia Rusby
- Berberis reicheana C.K.Schneid.
- Berberis replicata W.W.Sm.
- Berberis reticulata Bijh.
- Berberis reticulinervis T.S.Ying
- Berberis retinervis Triana & Planch.
- Berberis retusa T.S.Ying
- Berberis rigida Hieron.
- Berberis rigidifolia Kunth
- Berberis rockii Ahrendt
- Berberis rotunda J.F.Macbr.
- Berberis rotundifolia Poepp. & Endl.
- Berberis royleana Ahrendt
- Berberis rufescens Ahrendt
- Berberis rusbyana Ahrendt
- Berberis ruscifolia Lam.
- Berberis sabulicola T.S.Ying
- Berberis salicaria Fedde
- Berberis samacana L.A.Camargo
- Berberis sanctipetrii L.A.Camargo
- Berberis sanei Husain & al.
- Berberis sanguinea Franch.
- Berberis sargentiana C.K.Schneid.
- Berberis saxicola Lechl.
- Berberis saxorum Ahrendt
- Berberis schwerinii C.K.Schneid.
- Berberis sellowiana C.K.Schneid.
- Berberis serratodentata Lechl.
- Berberis setigrifolia Ahrendt
- Berberis shensiana Ahrendt
- Berberis sherriffii Ahrendt
- Berberis sibirica Pall.
- Berberis sichuanica T.S.Ying
- Berberis sieboldii Miq.
- Berberis sikkimensis (C.K.Schneid.) Ahrendt
- Berberis silva-taroucana C.K.Schneid.
- Berberis silvicola C.K.Schneid.
- Berberis simonsii Ahrendt
- Berberis solutiflora Ahrendt
- Berberis soulieana C.K.Schneid.
- Berberis sphalera Fedde
- Berberis spinulosa A.St.-Hil.
- Berberis spraguei Ahrendt
- Berberis spruceana (C.K.Schneid.) Ahrendt
- Berberis standleyi Marroq. & Laferr.
- Berberis stearnii Ahrendt
- Berberis stenostachya Ahrendt
- Berberis stewartiana Jafri
- Berberis stiebritziana C.K.Schneid.
- Berberis stolonifera Koehne & E.Wolf
- Berberis stuebelii Hieron.
- Berberis subacuminata C.K.Schneid.
- Berberis suberecta Ahrendt
- Berberis subholophylla C.Y.Wu ex S.Y.Bao
- Berberis sublevis W.W.Sm.
- Berberis subsessiliflora Pamp.
- Berberis sumapazana L.A.Camargo
- Berberis tabiensis L.A.Camargo
- Berberis taliensis C.K.Schneid.
- Berberis tarokoensis S.Y.Lu & Yuen P.Yang
- Berberis taronensis Ahrendt
- Berberis taylorii Ahrendt
- Berberis telomaica Ahrendt
- Berberis temolaica Ahrendt
- Berberis tenuipedicellata T.S.Ying
- Berberis thibetica C.K.Schneid.
- Berberis thomsoniana C.K.Schneid.
- Berberis thunbergii DC. – berberys Thunberga
- Berberis tianbaoshanensis S.Y.Bao
- Berberis tianshuiensis T.S.Ying
- Berberis tinctoria Lesch.
- Berberis tischleri C.K.Schneid.
- Berberis tolimensis Planch. & Linden ex Triana & Planch.
- Berberis tomentosa Ruiz & Pav.
- Berberis tomentulosa Ahrendt
- Berberis triacanthophora Fedde
- Berberis trichiata T.S.Ying
- Berberis trichohaematoides Ahrendt
- Berberis trifolia (Cham. & Schltdl.) Schult. & Schult.f.
- Berberis trigona Kunze ex Poepp. & Endl.
- Berberis truxillensis Turcz.
- Berberis tsangpoensis Ahrendt
- Berberis tsarica Ahrendt
- Berberis tsarongensis Stapf
- Berberis tschonoskyana Regel
- Berberis tsienii T.S.Ying
- Berberis turcomanica Kar. ex Ledeb.
- Berberis ulicina Hook.f. & Thomson
- Berberis umbellata Wall. ex G.Don
- Berberis umbratica T.S.Ying
- Berberis uniflora F.N.Wei & Y.G.Wei
- Berberis uribei L.A.Camargo
- Berberis valdiviana Phil.
- Berberis valenzuelae L.A.Camargo
- Berberis valida (C.K.Schneid.) C.K.Schneid.
- Berberis validisepala Ahrendt
- Berberis vallensis L.A.Camargo
- Berberis veitchii C.K.Schneid. – berberys Veitcha
- Berberis venusta C.K.Schneid.
- Berberis vernae C.K.Schneid.
- Berberis vernalis (C.K.Schneid.) D.F.Chamb. & C.M.Hu
- Berberis verruculosa Hemsl. & E.H.Wilson – berberys gruczołkowaty
- Berberis verschaffeltii C.K.Schneid.
- Berberis verticillata Turcz.
- Berberis victoriana D.F.Chamb. & C.M.Hu
- Berberis vinifera T.S.Ying
- Berberis virescens Hook.f.
- Berberis virgata Ruiz & Pav.
- Berberis virgetorum C.K.Schneid.
- Berberis vitellina Hieron.
- Berberis vulgaris L. – berberys pospolity
- Berberis wallichiana DC.
- Berberis walteriana Ahrendt
- Berberis wangii C.K.Schneid.
- Berberis wanhuashanensis Y.J.Zhang
- Berberis wardii C.K.Schneid.
- Berberis warscewiczii Hieron.
- Berberis wazaristanica Ahrendt
- Berberis weberbaueri C.K.Schneid.
- Berberis weddellii Lechl.
- Berberis weiningensis T.S.Ying
- Berberis weisiensis C.Y.Wu ex S.Y.Bao
- Berberis weixinensis S.Y.Bao
- Berberis wettsteiniana C.K.Schneid.
- Berberis wightiana C.K.Schneid.
- Berberis wilsoniae Hemsl. – berberys Wilsonowej
- Berberis woomungensis C.Y.Wu ex S.Y.Bao
- Berberis wuliangshanensis C.Y.Wu ex S.Y.Bao
- Berberis wuyiensis C.M.Hu
- Berberis xanthoclada C.K.Schneid.
- Berberis xanthophlaea Ahrendt
- Berberis xanthoxylon Hassk. ex Schneid.
- Berberis xinganensis G.H.Liu & S.Q.Zhou
- Berberis xingwenensis T.S.Ying
- Berberis yui T.S.Ying
- Berberis yunnanensis Franch.
- Berberis zanlanscianensis Pamp.
- Berberis zayulana Ahrendt
- Berberis ziaratensis Qureshi & Chaudhri
- Berberis ziyunensis P.K.Hsiao & Z.Yu.Li

Mieszańce międzygatunkowe
- Berberis × bidentata Lechl.
- Berberis × brevifolia Phil. ex Reiche
- Berberis × lamondiae Browicz & Ziel.
- Berberis × pseudoilicifolia Skottsb.